# Vuelta al País Vasco 1984

La XXIV Vuelta al País Vasco, disputada entre el 2 de abril y el 6 de abril de 1984, estaba dividida en 5 etapas para un total de 867,1 km.
En esta edición participaron los 7 equipos profesionales españoles (Reynolds, Kelme, Teka, Zor, Hueso, Orbea y Dormilón) y 4 equipos extranjeros (Skil-Reydel, Euroshop-Splendor, Dromedario-Alan-Oece-SidermecC y Alfa Lum-Olmo).

## Etapas
| Etapa              | Fecha    | Recorrido              | km        | Vencedor de la Etapa | Líder de la general |
| ------------------ | -------- | ---------------------- | --------- | -------------------- | ------------------- |
| 1ª etapa           | 02/04/84 | Munguía - Munguía      | 166       | Sean Kelly           | Sean Kelly          |
| 2ª etapa           | 03/04/84 | Munguía - Vitoria      | 163       | Jon Koldo Urien      | Sean Kelly          |
| 3ª etapa           | 04/04/84 | Vitoria - Beasáin      | 197       | Sean Kelly           | Sean Kelly          |
| 4ª etapa           | 05/04/84 | Beasáin - Ibardin      | 195       | Julián Gorospe       | Sean Kelly          |
| 5ª etapa (1º Sec.) | 06/04/84 | Vera de Bidasoa - Orio | 139,5     | Nico Emonds          | Sean Kelly          |
| 5ª etapa (2º Sec.) | 06/04/84 | Orio - Zarauz          | 6,6 (CRI) | Sean Kelly           | Sean Kelly          |

## Clasificaciones
| \| 1. \| Sean Kelly \| SKI \| 22h 29' 28s \| \| 2. \| Faustino Rupérez \| ZOR \| a 2' 30s \| \| 3. \| Marino Lejarreta \| ALF \| a 5' 02s \| \| 4. \| Claude Criquelion \| SPL \| a 5' 28s \| \| 5. \| Alberto Fernández \| ZOR \| a 5' 32s \| \| 6. \| Eric Caritoux \| SKI \| a 5' 32s \| \| 7. \| Jean-Marie Grezet \| SKI \| a 5' 59s \| \| 8. \| Peio Ruiz Cabestany \| ORB \| a 6' 00s \| \| 9. \| Pedro Delgado \| REY \| a 6' 17s \| \| 10. \| Ángel de las Heras \| HUE \| a 6' 18s \| |                     |     |             |
| 1. | Sean Kelly          | SKI | 22h 29' 28s |
| 2. | Faustino Rupérez    | ZOR | a 2' 30s    |
| 3. | Marino Lejarreta    | ALF | a 5' 02s    |
| 4. | Claude Criquelion   | SPL | a 5' 28s    |
| 5. | Alberto Fernández   | ZOR | a 5' 32s    |
| 6. | Eric Caritoux       | SKI | a 5' 32s    |
| 7. | Jean-Marie Grezet   | SKI | a 5' 59s    |
| 8. | Peio Ruiz Cabestany | ORB | a 6' 00s    |
| 9. | Pedro Delgado       | REY | a 6' 17s    |
| 10. | Ángel de las Heras  | HUE | a 6' 18s    |

| \| 1. \| Sean Kelly \| SKI \| 62 puntos \| \| \| 2. \| Peio Ruiz Cabestany \| ORB \| 24 puntos \| \| \| 3. \| Julián Gorospe \| REY \| 23 puntos \| \| |                     |     |           |  |
| 1. | Sean Kelly          | SKI | 62 puntos |  |
| 2. | Peio Ruiz Cabestany | ORB | 24 puntos |  |
| 3. | Julián Gorospe      | REY | 23 puntos |  |

| \| 1. \| Julián Gorospe \| REY \| 37 puntos \| \| \| 2. \| Sean Kelly \| SKI \| 36 puntos \| \| \| 3. \| Eric Caritoux \| SKI \| 31 puntos \| \| |                |     |           |  |
| 1. | Julián Gorospe | REY | 37 puntos |  |
| 2. | Sean Kelly     | SKI | 36 puntos |  |
| 3. | Eric Caritoux  | SKI | 31 puntos |  |

| \| 1. \| Modesto Urrutibeazkoa \| TEK \| 19 puntos \| \| \| 2. \| Enrique Aja \| REY \| 11 puntos \| \| \| 3. \| Federico Etxabe \| TEK \| 8 puntos \| \| |                       |     |           |  |
| 1. | Modesto Urrutibeazkoa | TEK | 19 puntos |  |
| 2. | Enrique Aja           | REY | 11 puntos |  |
| 3. | Federico Etxabe       | TEK | 8 puntos  |  |

| \| 1. \| Skil-Reydel \| 67h 39' 56s \| \| \| 2. \| Reynolds \| a 3' 05s \| \| \| 3. \| Zor \| a 3' 08s \| \| |             |             |  |
| 1. | Skil-Reydel | 67h 39' 56s |  |
| 2. | Reynolds    | a 3' 05s    |  |
| 3. | Zor         | a 3' 08s    |  |